# Brian Dunseth
Brian William Dunseth (2 de março de 1977) é um ex-futebolista profissional estadunidense que atua como defensor.

## Carreira
Brian Dunseth representou a Seleção Estadunidense de Futebol nas Olimpíadas de 2000.